# Gharibjanyan
Gharibjanyan (en arménien Ղարիբջանյան ; avant 1935 Alexandrovka) est une communauté rurale du marz de Shirak en Arménie. En 2008, elle compte 1 049 habitants.